# Алексеевка (Анапский район)
Алексе́евка — микрорайон в составе города-курорта Анапа в Краснодарском крае России. До 1974 года — посёлок в составе Анапского района Краснодарского края. До упразднения уездно-губернского деления — станица.

## География
Посёлок находился в восточной части города, близко с станицей Анапской. Северная часть посёлка — на берегу реки Анапки.

## История
Как пишет историк Валерий Валиев, изначально на месте нынешнего микрорайона в 1844 году основали укрепление, которое затем стало станицей. В 1846 г. ст. Алексеевская временно была переименована в Александровскую по имени генерала А. И. Будберга. Но вскоре имя вернули.
Согласно Решению краевого Совета народных депутатов № 645 от 26 августа 1974 года посёлок Алексеевка был снят с учётных данных.

## Достопримечательности
Государственный природный заповедник Анапский.

## Транспорт
Анапское шоссе.